# معدن الماس کاتوکا
معدن الماس کاتوکا (به لاتین: Catoca diamond mine) یک منطقهٔ مسکونی در آنگولا است.